# Ethias Cross 2020-2021
De Ethias Cross 2020-2021 (vrouwen: Rectavit Ladies Cross) is het 5e seizoen van een serie overkoepelende wedstrijden in het veldrijden. In de Ethias Cross worden er geen punten gegeven, noch is er een algemeen klassement of een algehele eindwinnaar. De wedstrijdserie is genoemd naar de hoofdsponsor, de verzekeringsmaatschappij Ethias. De Ethias Cross werd georganiseerd door Golazo.

## Mannen elite
| Datum                 | Wedstrijd                    | Cat. | Eerste                             | Tweede                             | Derde                              |
| --------------------- | ---------------------------- | ---- | ---------------------------------- | ---------------------------------- | ---------------------------------- |
| 26/09/2020            | Rapencross, Lokeren          | C2   | Eli Iserbyt                        | Toon Aerts                         | Laurens Sweeck                     |
| 10/10/2020 03/10/2020 | Polderscross, Kruibeke       | C2   | Toon Aerts                         | Laurens Sweeck                     | Eli Iserbyt                        |
| 17/10/2020            | be-Mine Cross, Beringen      | C2   | Toon Aerts                         | Eli Iserbyt                        | Lars van der Haar                  |
| 14/11/2020            | Stellacross, Leuven          | C1   | Laurens Sweeck                     | Toon Aerts                         | Michael Vanthourenhout             |
| 22/12/2020            | Cyclocross Essen, Essen      | C1   | Mathieu van der Poel               | Quinten Hermans                    | Tom Pidcock                        |
| 13/02/2021            | Meetjeslandcross, Eeklo      | C2   | Quinten Hermans                    | Toon Aerts                         | Eli Iserbyt                        |
| 30/12/2020            | Versluys Cyclocross, Bredene | C2   | Mathieu van der Poel               | Toon Aerts                         | Michael Vanthourenhout             |
| 03/02/2021            | Parkcross, Maldegem          | C2   | Afgelast vanwege de coronapandemie | Afgelast vanwege de coronapandemie | Afgelast vanwege de coronapandemie |
| 20/02/2021            | Waaslandcross, Sint-Niklaas  | C2   | Eli Iserbyt                        | Toon Aerts                         | Michael Vanthourenhout             |

## Vrouwen elite
| Datum                 | Wedstrijd                    | Cat. | Eerste                             | Tweede                             | Derde                              |
| --------------------- | ---------------------------- | ---- | ---------------------------------- | ---------------------------------- | ---------------------------------- |
| 26/09/2020            | Rapencross, Lokeren          | C2   | Aniek van Alphen                   | Manon Bakker                       | Lucinda Brand                      |
| 10/10/2020 03/10/2020 | Polderscross, Kruibeke       | C2   | Lucinda Brand                      | Yara Kastelijn                     | Denise Betsema                     |
| 17/10/2020            | be-Mine Cross, Beringen      | C2   | Denise Betsema                     | Ceylin del Carmen Alvarado         | Eva Lechner                        |
| 14/11/2020            | Stellacross, Leuven          | C1   | Ceylin del Carmen Alvarado         | Denise Betsema                     | Lucinda Brand                      |
| 22/12/2020            | Cyclocross Essen, Essen      | C1   | Marianne Vos                       | Perrine Clauzel                    | Inge van der Heijden               |
| 30/12/2020            | Versluys Cyclocross, Bredene | C2   | Kata Blanka Vas                    | Sanne Cant                         | Alicia Franck                      |
| 03/02/2021            | Parkcross, Maldegem          | C2   | Afgelast vanwege de coronapandemie | Afgelast vanwege de coronapandemie | Afgelast vanwege de coronapandemie |
| 13/02/2021            | Meetjeslandcross, Eeklo      | C2   | Denise Betsema                     | Manon Bakker                       | Lucinda Brand                      |
| 20/02/2021            | Waaslandcross, Sint-Niklaas  | C2   | Denise Betsema                     | Annemarie Worst                    | Sanne Cant                         |

## Snelste Ronde klassement
In de Ethias Cross worden er geen punten gegeven, noch is er een algemeen klassement of een algehele eindwinnaar. Er wordt wel een Snelste Ronde klassement opgemaakt. De 3 mannen/vrouwen die tijdens elk van de wedstrijden van de Ethias cross de 3 snelste ronden rijden krijgen respectievelijk 3, 2 en 1 punten voor het snelste ronde klassement.
Wie op het einde van het seizoen de meeste punten scoort in dit klassement is de eindwinnaar van de Snelste Ronde en ontvangt hiervoor een cheque van € 2.500. Bovendien mag de winnaar een cheque van € 500 overhandigen aan een goed doel dat hij/zij een warm hart toedraagt.
Bij gelijke puntenstand in het Snelste Ronde klassement is er voorrang voor de renner met het beste resultaat in een van de manches. Is dat resultaat ook gelijk, telt het aantal keer dat dat resultaat werd behaald, eventueel gevolgd door het aantal keer een volgende beste resultaat.
De punten voor het Snelste Ronde klassement worden enkel toegekend indien de renners die hiervoor punten behaalden, de respectievelijke wedstrijd ook uitrijden.

### Eindstanden

#### Mannen elite
| Pos. | Renner                 | Team                   | LOK | KRU | BER | LEU | ESS | BRE | EEK | NIK | Punten |
| ---- | ---------------------- | ---------------------- | --- | --- | --- | --- | --- | --- | --- | --- | ------ |
| 1    | Eli Iserbyt            | Pauwels Sauzen-Bingoal | 3   | 1   | 2   | 3   |     |     | 1   | 3   | 13     |
| 2    | Toon Aerts             | Telenet-Baloise Lions  | 2   | 3   | 3   |     |     | 1   | 2   |     | 11     |
| 3    | Mathieu van der Poel   | Alpecin-Fenix          |     |     |     |     | 3   | 3   |     |     | 6      |
| 4    | Laurens Sweeck         | Pauwels Sauzen-Bingoal |     | 2   |     |     | 2   |     |     |     | 4      |
| 4    | Michael Vanthourenhout | Pauwels Sauzen-Bingoal | 1   |     |     | 1   |     | 2   |     |     | 4      |
| 4    | Quinten Hermans        | Tormans                |     |     |     |     | 1   |     | 3   |     | 4      |
| 7    | Lars van der Haar      | Telenet-Baloise Lions  |     |     |     | 2   |     |     |     |     | 2      |
| 8    | Daan Soete             |                        |     |     | 1   |     |     |     |     |     | 1      |

| Pos. | Prijzengeld |
| ---- | ----------- |
| 1.   | € 2.500     |
| Tot. | € 2.500     |

#### Vrouwen elite
| Pos. | Renster                    | Team                       | LOK | KRU | BER | LEU | ESS | BRE | EEK | NIK | Punten |
| ---- | -------------------------- | -------------------------- | --- | --- | --- | --- | --- | --- | --- | --- | ------ |
| 1    | Denise Betsema             | Pauwels Sauzen-Bingoal     | 1   | 1   | 3   | 2   |     |     | 2   | 3   | 9      |
| 2    | Ceylin del Carmen Alvarado | Alpecin-Fenix              |     |     | 2   | 3   |     |     |     |     | 5      |
| 2    | Manon Bakker               | Credishop-Fristads         | 2   |     |     |     |     |     | 3   |     | 5      |
| 4    | Lucinda Brand              | Telenet-Baloise Lions      |     | 3   |     | 1   |     |     |     |     | 4      |
| 4    | Kata Blanka Vas            | Doltcini-Van Eyck Sport    |     |     |     |     | 1   | 3   |     |     | 4      |
| 4    | Yara Kastelijn             | Credishop-Fristads         |     | 2   |     |     | 2   |     |     |     | 4      |
| 7    | Aniek van Alphen           | Credishop-Fristads         | 3   |     |     |     |     |     |     |     | 3      |
| 7    | Marianne Vos               | CCC-Liv                    |     |     |     |     | 3   |     |     |     | 3      |
| 7    | Sanne Cant                 | IKO-Crelan                 |     |     |     |     |     | 2   | 1   |     | 3      |
| 10   | Annemarie Worst            | 777                        |     |     |     |     |     |     |     | 2   | 2      |
| 11   | Eva Lechner                | Starcasino CX Team         |     |     | 1   |     |     |     |     |     | 1      |
| 11   | Clara Honsinger            | Cannondale Cyclocrossworld |     |     |     |     |     | 1   |     |     | 1      |
| 11   | Fem van Empel              | Pauwels Sauzen-Bingoal     |     |     |     |     |     |     |     | 1   | 1      |

| Pos. | Prijzengeld |
| ---- | ----------- |
| 1.   | € 2.500     |
| Tot. | € 2.500     |

Kampioenschappen:  Wereldkampioenschappen ·
 Europese kampioenschappen ·
 Belgische kampioenschappen ·
 Nederlandse kampioenschappen
Klassementen:  Wereldbeker ·
 Superprestige ·
 X²O Badkamers Trofee ·
 EKZ CrossTour ·
 TOI TOI Cup ·
 Coupe de France ·
 Copa de España
Overig:  Ethias Cross
Geen UCI-cat.:  Giro d'Italia Ciclocross
2016-2017 · 2017-2018 · 2018-2019 · 2019-2020 · 2020-2021 · 2021-2022 · 2022-2023 · 2023-2024 · 2024-2025